# Негаусдорфовий многовид
У топології зазвичай вимагають, щоб топологічний многовид був гаусдорфовим топологічним простором. Цю аксіому можна послабити і вивчати негаусдорфові многовиди: простори, що є локально гомеоморфними евклідовому простору, але не обов'язково є гаусдорфовими.

## Означення
Нехай {\displaystyle M} — топологічний простір, {\displaystyle U\subset M} — відкрита підмножина. Гомеоморфізм {\displaystyle \varphi \colon U\rightarrow V}, де {\displaystyle V\subset \mathbb {R} ^{n}} — відкрита підмножина, називають картою на {\displaystyle M}.
Набір карт {\displaystyle {\mathcal {A}}=\{\varphi _{i}\colon U_{i}\rightarrow V_{i}\}_{i\in I}} такий, що {\displaystyle \bigcup _{i\in I}U_{i}=M}, називають атласом на {\displaystyle M}.
Пару {\displaystyle \left(M,{\mathcal {A}}\right)}, де {\displaystyle M} — топологічний простір, {\displaystyle {\mathcal {A}}} — атлас на {\displaystyle M}, називають локально евклідовим простором.
Якщо {\displaystyle M} — гаусдорфовий топологічний простір, то {\displaystyle \left(M,{\mathcal {A}}\right)} називають многовидом, тому локально евклідовий простір називають негаусдорфовим многовидом.

## Приклади

### Дійсна пряма з роздвоєним початком координат[1]
Розглянемо фактор-простір {\displaystyle X=(\mathbb {R} \coprod \mathbb {R} )/{\sim }}, де {\displaystyle \sim } ототожнює {\displaystyle (x,i)} та {\displaystyle (x,j)}, якщо {\displaystyle x\not =0}.
Фактор-простір {\displaystyle X} гомеоморфний топологічному простору {\displaystyle Y=(\mathbb {R} \setminus \{0\})\coprod \{x,y\}}, де {\displaystyle \mathbb {R} \setminus \{0\}} має топологію підростору {\displaystyle \mathbb {R} } з евклідовою топологією, а {\displaystyle x} та {\displaystyle y} мають локальну базу вигляду {\displaystyle (U\setminus \{0\})\cup \{x\}} та {\displaystyle (U\setminus \{0\})\cup \{y\}}, де {\displaystyle U} — окіл 0 в {\displaystyle \mathbb {R} }, відповідно.
Тоді додані точки {\displaystyle x} та {\displaystyle y} мають окіл, гомеоморфний відкритій множині в {\displaystyle \mathbb {R} } і загалом {\displaystyle Y}, а отже і {\displaystyle X}, є локально евклідовим простором. Кожний окіл {\displaystyle x} перетинає кожний окіл {\displaystyle y}, тому простір не є гаусдорфовим.

### Дійсна пряма з багатьма початками координат[2]
Можна узагальнити попередній приклад і розглянути фактор-простір {\displaystyle X=\coprod _{i\in I}\mathbb {R} /{\sim }}, де {\displaystyle \sim } ототожнює {\displaystyle (x,i)} та {\displaystyle (x,j)} для {\displaystyle i,j\in I}, якщо {\displaystyle x\not =0}. 
Фактор-простір {\displaystyle X} можна ототожнити з {\displaystyle Y=(\mathbb {R} \setminus \{0\})\coprod \{x_{i}\}_{i\in I}}, де топологія задається аналогічно попередньому випадку.

### Роздвоєна дійсна пряма
Розглянемо фактор-простір {\displaystyle X=(\mathbb {R} \coprod \mathbb {R} )/{\sim }}, де {\displaystyle \sim } ототожнює {\displaystyle (x,i)} та {\displaystyle (x,j)}, коли {\displaystyle x<0}. Тоді будь-який околи кожної копії нуля в фактор-просторі перетинається один з одним, тому простір не є гаусдорфовим, але він є локально евклідовим.

### Простір листів дійсної площини
Кожний однозв'язний одновимірний (можливо, негаусдорфовий) многовид, що задовільняє другу аксіому зліченності, реалізується як простір листів якогось шарування {\displaystyle \mathbb {R} ^{2}}.

### Всюди роздвоєна дійсна пряма[4]
Розглянемо топологічний простір {\displaystyle X=\mathbb {R} \coprod \mathbb {R} }, де {\displaystyle U\subset X} - відкрита тоді й лише тоді, коли {\displaystyle U\cap (\mathbb {R} \times \{0\})} є відкритою в {\displaystyle \mathbb {R} } і для кожної точки {\displaystyle (x,1)\in U\cap (\mathbb {R} \times \{1\})} {\displaystyle U} містить проколотий окіл {\displaystyle (x,0)} в {\displaystyle \mathbb {R} \times \{0\}}. Тоді {\displaystyle X} локально евклідовий та не є гаусдорфовим.

### Групоїд голономії та групоїд монодромії шарування
Групоїдом Лі називають такий групоїд {\displaystyle G=(G_{0},G_{1},\operatorname {dom} ,\operatorname {cod} ,\operatorname {inv} ,\operatorname {mult} )}, де {\displaystyle G_{0}} — гладкий гаусдорфовий многовид, {\displaystyle G_{1}} — гладкий многовид (можливо, негаусдорфовий), {\displaystyle \operatorname {dom} ,\operatorname {cod} ,\operatorname {inv} ,\operatorname {mult} } — гладкі відображення {\displaystyle \operatorname {dom} :G_{0}\rightarrow G_{1}} — cубмерсія така, що кожен її шар є компактним.
Для фіксованого гладкого многовиду {\displaystyle M} з шаруванням {\displaystyle {\mathcal {F}}} групоїд монодромії {\displaystyle {\rm {Mon(M,{\mathcal {F}})}}} та групоїд голономії {\displaystyle {\rm {Hol(M,{\mathcal {F}})}}} є групоїдами Лі, причому часто вони мають негаусдорфовий многовид стрілок. Тому такі групоїди є природнім джерелом негаусдорфових многовидів.

### Етальний простір[9]
Розглянемо {\displaystyle \mathbb {R} } з евклідовою топологією і пучок {\displaystyle C^{0}(\mathbb {R} )} дійснозначних неперервних функцій на {\displaystyle \mathbb {R} }. Етальний простір пучка {\displaystyle C^{0}(\mathbb {R} )} є локально евклідовим, але не є гаусдорфовим. Для тотожної функції {\displaystyle f=0} і {\displaystyle g(x)} такої, що {\displaystyle g(x)=x^{2}} для {\displaystyle x>0} та {\displaystyle g(x)=0} для {\displaystyle x\leq 0}, маємо, що {\displaystyle f} і {\displaystyle g} мають різні паростки в околі {\displaystyle 0}, але мають однакові паростки в околі всіх {\displaystyle t\in \mathbb {R} } для {\displaystyle t<0}, тому будь-які околи цих паростків перетинаються.

## Властивості
Оскільки негаусдорфові многовиди локально гомеоморфні евклідовим прострам, то вони локально метризовні (хоча і можуть бути не метризовними загалом) і є локально гаусдорфовими (хоча можуть не бути гаусдорфовими загалом).

## Дивись також
- Список топологій[en]
- Локально гаусдорфовий простір[en]
- Аксіоми відокремлюваності

### English References
- Lee, John M. (2011). Introduction to topological manifolds (Second ed.). Springer. ISBN 978-1-4419-7939-1.
- Munkres, James R. (2000). Topology (2nd ed.). Upper Saddle River, NJ: Prentice Hall, Inc. ISBN 978-0-13-181629-9. OCLC 42683260.
- Baillif, Mathieu; Gabard, Alexandre (2008). "Manifolds: Hausdorffness versus homogeneity". Proceedings of the American Mathematical Society 136 (3): 1105--1111. https://arxiv.org/abs/math/0609098. DOI: [10.1090/S0002-9939-07-09100-9].
- A. Haefliger et G. Reeb, Variétés (non séparées) à une dimension et structures feuilletées du plan, L'enseignement mathématique, t. III, 1957, 107-25. https://arxiv.org/abs/2208.11193
- MacLane, Saunders; Moerdijk, Ieke (1994). Sheaves in Geometry and Logic. Springer. ISBN 978-1-4612-0927-0. DOI: [10.1007/978-1-4612-0927-0].
- Moerdijk I, Mrcun J. Introduction to Foliations and Lie Groupoids. Cambridge University Press; 2003.
- Matias del Hoyo, Daniel Lopez Garcia (2021). On Hausdorff integrations of Lie algebroids, https://arxiv.org/abs/2003.14364.